# 4739 Tomahrens
4739 Tomahrens eller 1985 TH1 är en asteroid i huvudbältet som upptäcktes den 15 oktober 1985 av den amerikanske astronomen Edward L.G. Bowell vid Anderson Mesa Station. Den är uppkallad efter Thomas J. Ahrens.
Asteroiden har en diameter på ungefär 6 kilometer.